# باشگاه بسکتبال کوچین آمل
باشگاه بسکتبال کوچین آمل یک باشگاه بسکتبال ایرانی است که در شهر آمل، استان مازندران قرار دارد. این باشگاه یکی از تیم‌های باشگاه ورزشی کاله است که در لیگ برتر بسکتبال ایران شرکت می‌کند.